# Bellastraea
Bellastraea là một chi ốc biển, là động vật thân mềm chân bụng sống ở biển trong họ Turbinidae, họ ốc xà cừ.

## Các loài
Các loài trong chi Bellastraea gồm có:
- Bellastraea aurea (Jonas, 1844)[2]
- Bellastraea rutidoloma (Tate, 1893)[3]
- Bellastraea squamifera (Koch, 1844)

Đồng nghĩa
- Astraea kesteveni T. Iredale, 1924: syn. Bellastraea squamifera (Koch, 1844)
- Bellastraea kesteveni (Iredale, 1924):[4] syn. Bellastraea squamifera (Koch, 1844)
- Bellastraea urvillei Philippi, R.A., 1852: syn. Astralium tentoriiforme (Jonas, J.H., 1845)